# 赤ちゃんとママ社
株式会社赤ちゃんとママ社（あかちゃんとママしゃ、Akachantomama Sha Co., Ltd.）は、日本の出版社。本社は東京都新宿区に所在。

## 解説
小山久二郎が1965年（昭和40年）に創業し、同年に日本初の育児雑誌『月刊赤ちゃんとママ』を創刊した。同誌は取次を通じた書店ルートでなく共済組合・健康保険組合を通じて乳幼児のいる家庭に無料配布されているが、富士山マガジンサービス（Fujisan.co.jp）の定期購読サービスでも取り扱っている。2022年5月号より月刊『赤ちゃんとママ』は月刊『赤ちゃんと！』へ誌名を変更した。
1983年には小山敦司が代表取締役社長に就任し、2004年からは小山朝史が代表となっている。
育児雑誌や関連書籍発行の他に講演会の開催、SNS「ダイバーシティPress」の運営などの事業を行っている。

## 主な出版物

### 雑誌
- 月刊赤ちゃんと！（2022年5月号より『赤ちゃんとママ』より誌名変更）
- 季刊ラシタス（2023年6月10日発売号より『季刊1・2・3歳』より誌名変更）
- chacun

### その他
姉妹社が発売していたかるたを長谷川町子美術館の監修で復刻している。
- サザエさんかるた[7]
- サザエさんかるた その弐
- いじわるばあさんかるた